# Marie de Saint-Joseph (carmélite)
Pour les articles homonymes, voir Marie de Saint-Joseph (homonymie).
Mère Marie de Saint-Joseph, née María Salazar de Torres, née à Tolède en 1548 et morte à Cuerva (Tolède) le 19 octobre 1603, est une religieuse carmélite déchaussée ayant participé à la réforme thérésienne de l'Ordre du Carmel. Elle est considérée comme étant l'une des religieuses préférées de sainte Thérèse d'Avila.
Fille du duc de Medinaceli, elle est élevée à Tolède, dans le palais de Dona Luisa de la Cerda où elle reçoit une éducation classique. Ayant une vie mondaine, sa rencontre avec Thérèse d'Avila la transforme et l'amène à entrer dans les ordres. Une grande amitié et estime la lie à Thérèse avec  qui elle échange une abondante correspondance. Sainte Thérèse lui demande d'être la prieure du nouveau carmel de Séville. En 1585, elle est appelée à fonder et à diriger le carmel de Lisbonne. Après la mort de la Madre, les tensions liées au généralat du père Doria l'amènent à s'investir pour tenter de préserver « l'esprit de la réforme thérésienne ». Elle subit les foudres du général de l'ordre qui n'apprécie pas que l'on s'oppose à lui. Restaurée dans sa charge de prieure en 1594, elle meurt en 1603 quelques jours après son arrivée au couvent de Cuerva.
Dotée d'une solide formation et d'une grande culture, Marie de Saint Joseph a rédigé de nombreuses œuvres et s'est placée comme une écrivaine et une poétesse espagnole notable de la fin du XVIe siècle, mystique et soucieuse de la condition féminine.
Son procès en béatification, débuté à la fin du XXe siècle est en cours.

## Biographie

### Enfance
Née María Salazar de Torres à Tolède en 1548, elle est la fille de Sebastian Salazar et de María Torres.
Cependant, il y a un doute sur l'identité de ses parents, car si dans le livre du couvent des Carmélites de Séville, le père Gratien a écrit en 1583 qu'elle est native de Tolède, et fille de Sebastian Salazar et de Maria Torres ; dans un autre document (le livre de professions présent à Malagón), également écrit par le père Gratien à partir de 1581, il est dit qu'elle est originaire d'Aragon, et fille de  Pedro de Velasco et María de Salazar,.
Peu de choses sont connues de son enfance. Elle est élevée et éduquée à Tolède, au palais de Dona Luisa de la Cerda, fille du duc de Medinaceli. Elle y reçoit une éducation à prédominance classique. Elle apprend le latin et le français.
Un de ses biographes la décrit comme étant pourvue d'excellentes qualités naturelles : beauté, intelligence, sensibilité et douceur.
À l'âge de treize ou quatorze ans, elle rencontre pour la première fois sainte Thérèse d'Avila. Celle-ci avait été appelée par Dona Luisa Arias Pardo, pour la soutenir à la suite de son veuvage. Thérèse était alors venue la rejoindre, faisant la route d'Avila à Tolède.
Dès que Thérèse d'Avila voit la jeune María de Salazar Torres, bien qu'encore adolescente, elle mesure son talent et son intelligence.
Pendant son adolescence et jusqu'à l'âge adulte, la jeune María passe son temps « entre la musique, les conversations et les galas », comme elle le dira elle-même dans ses mémoires.
Mais la rencontre avec sainte Thérèse, de qui elle a une haute opinion, la transforme et l'amène progressivement à changer : tout en poursuivant sa vie mondaine, elle s'applique à pratiquer des vertus, et prie de longues heures. María indique avoir reçu à cette période ses premières grâces mystiques.
Quelques années plus tard en 1568, lorsque Thérèse d'Avila revint à Tolède, María est déjà une jeune femme. À leur rencontre, et sans connaître le cheminement spirituel de María, Thérèse la réprimande pour le port de vêtements luxueux. L'année suivante, en 1569, María décide d'entrer dans les ordres, ce qu'elle fait l'année suivante en prenant l'habit du Carmel.

### Entrée au Carmel
À l'âge de 22 ans, elle part pour Malagón, (Ciudad Real) et le 9 mai 1570, elle entre au couvent sous le nom de Marie de Saint-Joseph, avec une dot fournie par Dona Luisa. Le 10 juin 1571, elle fait sa profession chez les Carmélites Déchaussées.
Quelques années plus tard, au début de 1575, elle est requise par sainte Thérèse pour être la prieure du Caravaca de la Cruz (Murcie). Toutes deux partent accompagnées de huit autres religieuses, dont Anne de Jésus, pour la fondation du couvent des Carmélites déchaussées  de Beas de Segura dans la province de Jaen, avec l'intention de laisser Anne de Jésus comme prieure de Beas de Segura et Marie Saint-Joseph comme prieure de Caravaca.
Mais en avril 1575 à Beas, arrive Jérôme Gratien le visiteur des Carmes d'Andalousie, qui demande à Thérèse de fonder son monastère en Andalousie et non en Castille, comme elle le pensait.
N'ayant pu obtenir l'autorisation de fonder son carmel à Caravaca, et le père Gratien ayant ordonné  à Thérèse de fonder un autre couvent à Séville, la Madre Teresa décide de repartir avec Marie de Saint-Joseph, et l'année suivante elle la laisse comme prieure au carmel de Séville.

### Fondatrice de nouveaux couvents
La fondation du carmel déchaussé de Séville est très difficile, elle rencontre de nombreuses épreuves. Cette fondation, éprouvante pour Thérèse d'Avila, est partiellement racontée dans ses écrits. Mère Marie de Saint-Joseph en fait un récit plus complet.
Très rapidement après la fondation, les religieuses sont accusées, devant l'Inquisition espagnole, d'être des membres de la secte des Alumbrados. L'enquête de l'Inquisition lave les religieuses de tous soupçons en 1576. Puis, lors des conflits entre carmes mitigés et carmes déchaux, les carmélites andalouses sont prises à partie : mère Marie est démise de ses fonctions en 1578 par le provincial mitigé Diego Cardenas. Elle est recluse dans la prison du couvent, et à nouveau accusée devant l'Inquisition pour ses correspondances avec le père Gratien. Innocentée, elle est restaurée dans sa charge de prieure en 1579 par le père Ange Salazar, charge qu'elle conserve jusqu'en 1585.
En tant que visiteur du Portugal, le père Gratien, conduit Marie de Saint-Joseph à Lisbonne pour établir le premier couvent de carmélites réformées au Portugal.
À leur arrivée, les religieuses ne disposent pas de bâtiment pour s'établir. Elles sont accueillies par les religieuses dominicaines qui les logent dans leur couvent. La mère prieure (des dominicaines) est alors Marie de la Visitation. Elle a une grande réputation de mystique ayant des visions et portant les stigmates. Mais mère Marie de Saint-Joseph détecte la supercherie, et en informe l'Inquisition.
Lorsque les carmélites disposent enfin d'un couvent, Marie de Saint-Joseph est nommée prieure du couvent, elle conservera ce poste durant les quatorze années de sa présence au Portugal.

### Défense de la réforme thérésienne et sanctions
Effrayée par la ligne religieuse menée par le nouveau général de l'ordre (le père Doria), quelques religieuses tentent de faire préserver l'esprit de la réforme carmélitaine insufflée par Thérèse d'Avila.
En 1590, mère Marie de Saint-Joseph, avec quelques autres religieuses et le soutien du père Gratien, écrivent au pape Sixte V pour lui demander de figer les constitutions établies par Thérèse d'Avila. La démarche aboutit et le pape répond favorablement à leur demande par un bref.
Mais cette décision provoque la colère du général Doria qui réagit en sanctionnant les religieuses qui ont agi dans son dos : il oblige mère Marie à rompre toutes relations avec le père Gratien (qui sera expulsé de l'ordre), lui retire sa charge de prieure du couvent durant deux années, et condamne la religieuse à la réclusion à la prison du couvent. La religieuse n'est autorisée à sortir de son cachot que pour la messe dominicale, ou pour les fêtes d'obligation. Le pape Sixte V étant mort peu de temps après la rédaction du bref, le père Doria demande au nouveau pape, Grégoire XIV d'annuler le bref de son prédécesseur, ce qu'il lui accorde. L'information ne lui parvient néanmoins qu'après le chapitre de 1591, limitant ainsi l'action du général carme durant le chapitre.
Après la mort de Doria (en 1594), mère Marie est libérée de prison et elle retrouve sa charge de prieure du couvent de Lisbonne.

### Mort et béatification
En 1603, le nouveau général des Carmes, François de la Mère de Dieu, lui demande de quitter le couvent de Lisbonne et la renvoie au couvent de Cuerva où elle meurt, dans des circonstances étranges, quelques jours après son arrivée.
Dans la fin des années 1970, une série de documents et d'ouvrages sont publiés en vue de la postulation à la cause de béatification de Mère Marie de Saint-Joseph. Au chapitre général de l'Ordre des carmes déchaux à Rome en 1991, il est demandé l'introduction de la cause en béatification de Marie de Saint-Joseph, ainsi que celle de Jérome Gratien et de mère Anne de Jésus.

## Importance dans la réforme thérésienne
Marie de Saint-Joseph est très appréciée de Thérèse d'Avila, qui plusieurs fois dans ses correspondances écrira « qu'elle est sa fille très aimée ». Les deux religieuses s'échangent un courrier abondant, dont seules les lettres de Thérèse à mère Marie nous sont parvenues. Thérèse d'Avila la considère même comme la première héritière de son esprit (carmélitain).
Marie de Saint-Joseph fait partie des figures importantes de la réforme thérésienne du Carmel qui ont tenté de conserver l'esprit insufflé par les fondateurs (Thérèse d'Avila et Jean de la Croix).
Elle s'est opposée, avec le père Jérôme Gratien et mère Anne de Jésus, au général de l'Ordre Nicolas Doria pour préserver « l'esprit de la réforme thérésienne ». Tous les trois ont été par la suite durement sanctionnés par le supérieur général des Carmes déchaux.

## L'écrivaine

### Une femme de culture
Marie de Saint-Joseph est considérée comme l'une des meilleures femmes de lettres de la fin du XVIe siècle
.
Elle a une grande culture et érudition qui transparaissent dans ses écrits. Ses ouvrages contiennent de nombreuses références bibliques (tant dans l'Ancien que le Nouveau Testament) qu'elle cite et paraphrase parfois librement. Ses historiens estiment qu'elle a probablement lu la bible tant en espagnol qu'en latin, d'où des traductions personnelles de certains passages.
Daniel De Pablo Maroto affirme que « son style littéraire a été rarement dépassé par les femmes écrivaines de son temps. Maria de San José est douée d'une intelligence rare et cultivée, d'une excellente culture biblique et humaniste pour une femme de son temps, elle écrit couramment et affirme clairement sa pensée. Débatteur redoutable, elle démontre une force dialectique impressionnante. Son style narratif est admirable, elle domine le verbe, les événements, et transmet [ses idées] sobrement et avec précision. Parfois, elle est un philosophe et penseur qui expose ses pensées en phrases brèves et sages, comme une expérience de vie. ».

### Ouvrages et publications
Mère Marie de Saint-Joseph a rédigé plusieurs œuvres poétiques ou de spiritualité, essentiellement durant sa présence au couvent de Lisbonne. Certaines de ses œuvres ont été attribuées à tort à Thérèse d'Avila. Plusieurs de ses publications ont été traduites en français et publiées à Paris dès le début du XVIIe siècle.
- Libro de Recreaciones (1585) : bien que de grande qualité littéraire, il est resté non publié pendant des siècles. Publié dans la revue "El Monte Carmelo" en 1909, il a été réédité en 1966 et 1979[21],[22]. Cet ouvrage est le premier et le plus complet à être rédigé par la carmélite. Il reprend des récits historiques (sa rencontre avec Thérèse, la fondation du couvent de Séville), ainsi que des éléments de formations spirituelles. Prévu en 5 parties, le document n'en compte que 4, il semble n'avoir jamais été terminé[23].
- Ramillete demirra (1593-1595), il contient le récit des persécutions subies de la part des carmes mitigés, particulièrement au couvent de Séville (1577-1579), les accusations face à l'Inquisition (1576), et enfin, l'opposition au père Doria lors de son généralat, et les sanctions qu'elle eut à subir. D'un style littéraire élevé, ce livre contient également des éléments spirituels et mystiques[24].
- Santa Condordia : ouvrage dédié aux religieuses dominicaines de Lisbonne qui les avaient généreusement accueillies et hébergées lors de leur arrivée à Lisbonne[9].
- Consejos que da una priora a otra que ella había criado (1590-1592) : ouvrage court, destiné à mère Jérôme de la Mère de Dieu, prieure du couvent de Séville. Reprenant des conseils et expérience de sainte Thérèse (ainsi que son expérience propre), elle critique à mots couverts l'ascétisme rigoriste du général Doria[25].
- Los distintos tipos de confesores : petit ouvrage où elle décrit les différents types de confesseurs que l'on peut rencontrer, des prêtres « saints et savoureux » à ceux « à éviter totalement ». Petite œuvre savoureuse, fruit d'une grande capacité d'observation et d'exigence spirituelle[25].
- Carta que scribe una pobre descalza (1593) : cet ouvrage a été écrit dans sa prison au couvent de Lisbonne. Ses biographes le décrivent comme « un témoignage impressionnant de résignation chrétienne, et d'espérance au milieu des épreuves »[25].
- Tratado de los tres votos (1599)
- Instrucción de Novicias (1602) : cet ouvrage est rapidement publié en France, mais sans indiquer l'auteur[N 14] dès le début du XVIIe siècle. Rédigé sous forme d'une dialogue entre deux religieuses (Justa et Gracia), il contient des enseignements pour la formation et le cheminement spirituel des jeunes carmélites. Elle présente des enseignements sur l'oraison[26].
- diverses œuvres pédagogiques, de dévotion et historiques, ainsi que 23 œuvres poétiques.